# Planetbøgerne
Planetbøgerne var en science fiction-bogserie der var en del af Lommeromanerne fra forlaget Skrifola. I perioden 1957-1958 udkom i alt 14 bind.

## Bøger
1. Ray Bradbury: Den illustrerede mand (1957)
2. Ward Moore: Det skete i skæbneåret (1957)
3. Donald Wandrei: Stenstøtternes gåde (1957)
4. Vargo Statten: Den usynlige fjende (1958)
5. Wilson Tucker: Manden fra i morgen (1958)
6. Robert Crane: Øjne I verdensrummet (1958)
7. Ray Bradbury: Den yderste nat (1958)
8. Arthur C. Clarke: Det tavse århundrede (1958)
9. Sam Merwin Jr.: Enker klædt i hvidt (1958)
10. C.M. Kornbluth: Nederlagets time (1958)
11. Isaac Asimov : Mord i universet (1958)
12. Wilson Tucker: Manden fra i går (1958)
13. John Boland: Den hvide død (1958)
14. Murray Leinster: Safari mellem stjernerne (1958)